# 遠藤ゆめ
遠藤 ゆめ（えんどう ゆめ、2005年6月30日 - ）は、宮城県多賀城市出身の女子サッカー選手。マイナビ仙台レディース所属。ポジションはミッドフィールダー。

## 来歴

### ユース
中学時代よりマイナビ仙台レディースの下部組織に6年間所属して、キャプテンも務めた。高校は仙台大学附属明成高等学校に通学し、午前はクラブの練習、午後は勉学で二足の草鞋を履いた。

### シニア
2023年7月、翌年からのマイナビ仙台レディース入団が決定。正式入団前より2種登録選手として翌月のWEリーグカップには全試合出場。
11月11日、同年のWEリーグ開幕戦のちふれASエルフェン埼玉戦にてクラブ史上初となる高校卒業前のルーキーとしてスタメンフル出場を果たした。試合では決勝点の起点となったり、3点目もアシストする活躍で勝利に貢献。
12月23日、リーグ先発6試合目となるノジマステラ神奈川相模原戦にてクラブ歴代最年少記録となるWEリーグ初ゴールを挙げた。
2024年3月2日、復興応援マッチのセレッソ大阪ヤンマーレディース戦でホーム初ゴールをマークし、同シーズンの本拠地初勝利に貢献。

## 人物・エピソード
- 目標とする選手は仙台から世界に羽ばたいた宮澤ひなた[6]。
- 宮城県のテレビ番組「ヒーローインタビュー」では恥ずかしがりながらも在籍最終年の成績通知表を見せ、4学期ともオール5の学力を証明[6]。
- 仙台大学附属明成高等学校の卒業式では、在学中にプロ選手として活躍した事と学業でも優秀な成績を収めた事(文武両道)で「理事長賞」を受賞[6]。

## 所属クラブ
- 多賀城FC
- 2018年 - 2020年 マイナビ仙台レディースジュニアユース
- 2021年 - 2023年 マイナビ仙台レディースユース（仙台大学附属明成高等学校）
  - 2023年  マイナビ仙台レディース（2種登録選手）
- 2024年 -  マイナビ仙台レディース

## 個人成績

### クラブ
| 国内大会個人成績 | 国内大会個人成績       | 国内大会個人成績 | 国内大会個人成績 | 国内大会個人成績 | 国内大会個人成績 | 国内大会個人成績 | 国内大会個人成績 | 国内大会個人成績 | 国内大会個人成績 | 国内大会個人成績 | 国内大会個人成績 |
| 年度             | クラブ                 | 背番号           | リーグ           | リーグ戦         | リーグ戦         | リーグ杯         | リーグ杯         | オープン杯       | オープン杯       | 期間通算         | 期間通算         |
| 年度             | クラブ                 | 背番号           | リーグ           | 出場             | 得点             | 出場             | 得点             | 出場             | 得点             | 出場             | 得点             |
| 日本             | 日本                   | 日本             | 日本             | リーグ戦         | リーグ戦         | リーグ杯         | リーグ杯         | 皇后杯           | 皇后杯           | 期間通算         | 期間通算         |
| ---------------- | ---------------------- | ---------------- | ---------------- | ---------------- | ---------------- | ---------------- | ---------------- | ---------------- | ---------------- | ---------------- | ---------------- |
| 2023-24          | マイナビ仙台レディース | 24               | WE               | 13               | 2                | 5                | 0                | 2                | 0                | 20               | 2                |
| 2024-25          | マイナビ仙台レディース | 24               | WE               | 21               | 3                | 3                | 0                | 2                | 0                | 26               | 3                |
| 2025-26          | マイナビ仙台レディース | 24               | WE               |                  |                  |                  |                  |                  |                  |                  |                  |
| 通算             | 日本                   | 日本             | 1部              | 34               | 5                | 8                | 0                | 4                | 0                | 46               | 5                |
| 総通算           | 総通算                 | 総通算           | 総通算           | 34               | 5                | 8                | 0                | 4                | 0                | 46               | 5                |

- WEリーグ
  - 初出場 - 2023年11月11日 第1節 ちふれASエルフェン埼玉戦 (熊谷スポーツ文化公園陸上競技場)[7]
  - 初得点 - 2023年12月23日 第6節 ノジマステラ神奈川相模原戦 (相模原ギオンスタジアム)[7]

### 代表

#### 主な招集歴
- 2023年
  - U-19日本女子代表候補 トレーニングキャンプ (12/10-14＠J-GREEN堺) [8]
- 2024年
  - U-20日本女子代表候補 トレーニングキャンプ (1/29-2/1＠千葉)[9]